# Kiwai
L'isola di Kiwai è un'isola della Papua Nuova Guinea, ed è la più grande fra quelle che si trovano alla foce del fiume Fly nel sud della Nuova Guinea. Amministrativamente fa parte del Distretto di South Fly nella Provincia Occidentale, appartenente alla Regione di Papua.
È lunga 59 km da punta Wamimuba, a nord-ovest, al villaggio di Saguane, nel sud-est. Ha una larghezza massima di 9 km, una media di 5,6 km, ed una superficie di 359 km².
Uno studio della lingua autoctona menziona una popolazione di 4 500 abitanti, al censimento ufficiale del 2000 riporta una popolazione di 2092

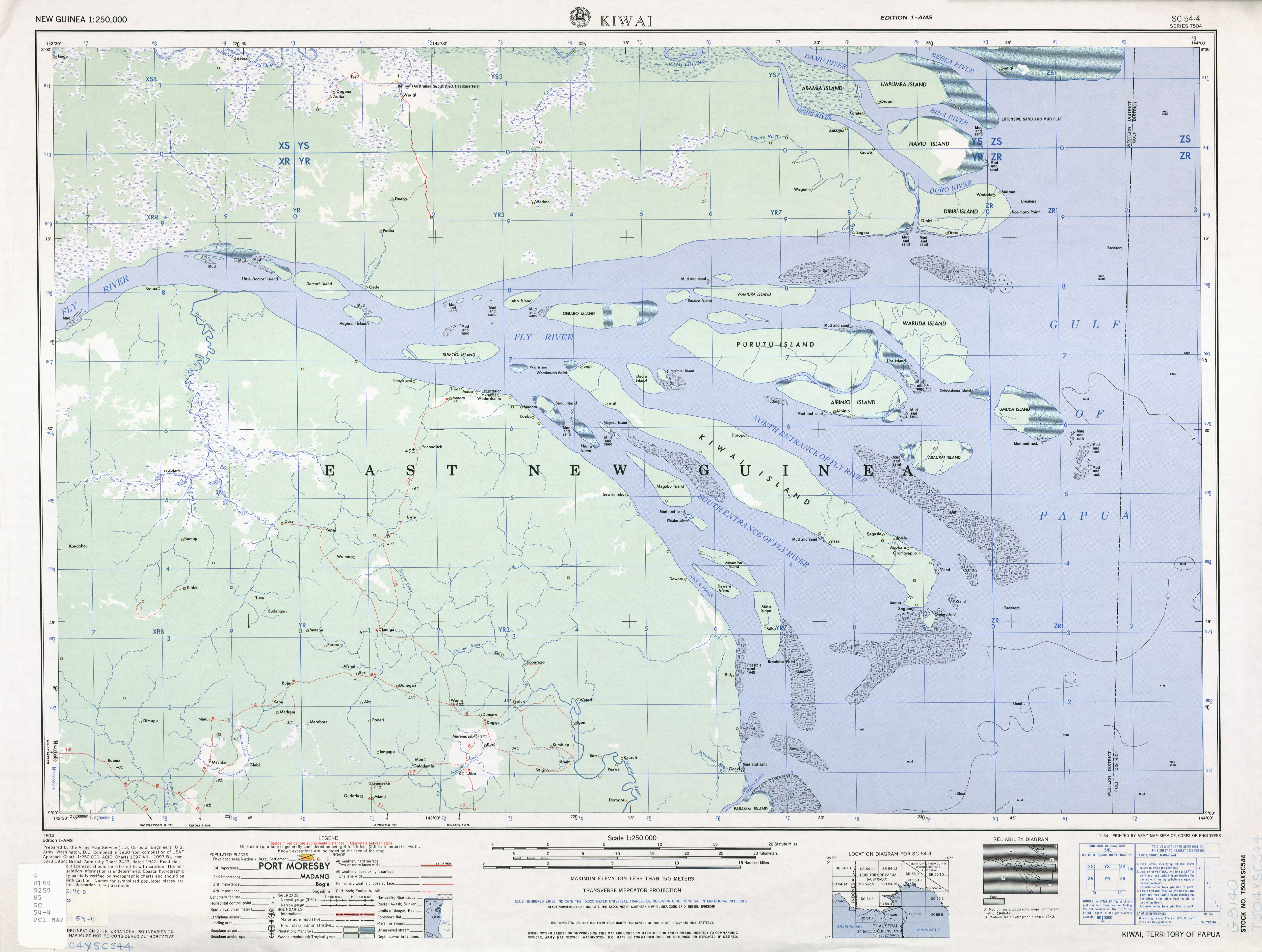
Mappa della foce del fiume Fly